# Freddie and the Dreamers (album)
A Freddie and the Dreamers a Freddie and the Dreamers debütáló nagylemeze, amely 1963-ban jelent meg. Két évvel később, 1965-ben az Egyesült Államokban is kiadták. Az album az ötödik helyezést érte el a brit nagylemezlistán, a Billboard 200 albumlistán pedig a 19. helyig jutott.

## Dalok

### Első oldal
1. "If You Gotta Make a Fool of Somebody" (Rudy Clark)
2. "Some Other Guy" (Richie Barrett, Jerry Leiber, Mike Stoller)
3. "Somebody Else's Girl" (Montgomery)
4. "Yes I Do" (MacLaine, Bocking, Weatton)
5. "Zip-a-Dee-Doo-Dah" (Ray Gilbert, Allie Wrubel)
6. "Drink This Up It'll Make You Sleep" (Mitch Murray)
7. "I Understand" (Best)

### Második oldal
1. "Sally Anne" (Klein)
2. "I'm a Hog for You" (Jerry Leiber, Mike Stoller)
3. "The Wedding" (Jay, Prieto)
4. "Money (That's What I Want)" (Berry Gordy, Janie Bradford)
5. "Crying" (Roy Orbison, Joe Melson)
6. "He Got What He Wanted (but He Lost What He Had)" (Richard Penniman)
7. "Kansas City"

## Közreműködött
- Freddie Garrity – ének
- Derek Quinn – szólógitár
- Roy Crewdson – ritmusgitár, ének
- Pete Birrell – basszusgitár, ének
- Bernie Dwyer – dob, ütőhangszerek